# Coppa Bernocchi

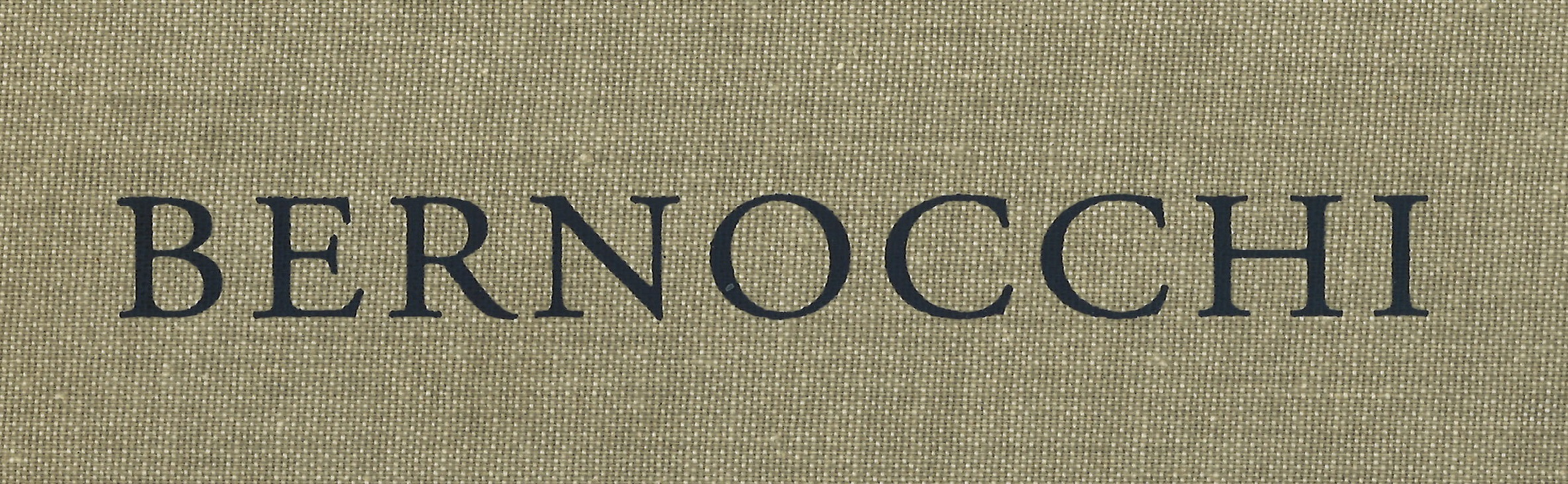
Logo Bernocchi, 1919, Legnano

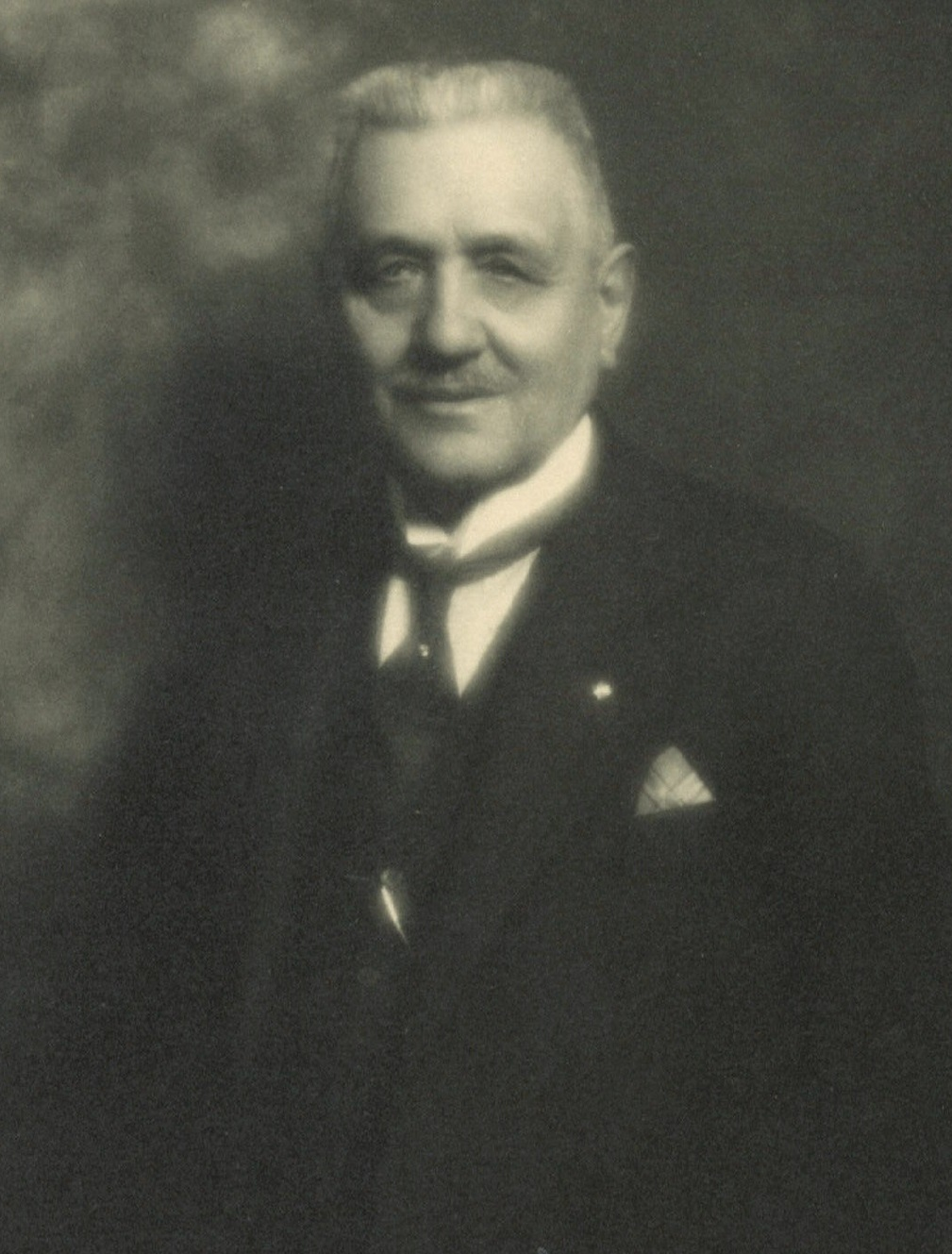
Antonio Bernocchi, Gründer und Schirmherr des Bernocchi Cup, Legnano, 1919

Die Coppa Bernocchi (dt. Bernocchi-Pokal) ist ein italienisches Eintagesrennen im Straßenradsport.
Der Wettbewerb wird mit Unterbrechungen seit 1919 in der Region Alto Milanese ausgetragen. Es ist – zusammen mit den Tre Valli Varesine und der Coppa Agostoni – Teil des Trittico Lombardo. Von 2005 bis 2019 gehörte die Coppa Bernocchi zur UCI Europe Tour, in welcher das Rennen in UCI-Kategorie 1.1 eingereiht war. Seit 2020 nimmt die Coppa Bernocchi in der UCI ProSeries teil. Rekordsieger mit 3 Erfolgen ist der Italiener Danilo Napolitano.
Namensgeber des Rennens ist der italienische Politiker, Textilunternehmer und Mäzen Antonio Bernocchi. Coppa Bernocchi wurde im Jahr 1919 vom italienischen Unternehmer Antonio Bernocchi erfunden und kreiert, der im Textilsektor bekannt war. Er nutzte seinen bereits bekannten Namen, um das Radrennen zu fördern, indem er eine kostenlose jährlich erneuerbare Lizenz für seine weltweit registrierte Marke an die Unione Legnanese mit Pino Cozzi vergab. Heute ist der Präsident der Marke Bernocchi Nicola Bernocchi.

## Palmarès
| Jahr | Sieger                            | Zweiter              | Dritter                            |
| ---- | --------------------------------- | -------------------- | ---------------------------------- |
| 1919 | Ruggero Ferrario                  | Ugo Bianchi          | Primo Magnani                      |
| 1920 | Giovanni Tragella                 | Marcello Berti       | Giuseppe Villa                     |
| 1921 | Angelo Testa                      | Gaetano Caravaglia   | Pietro Casati                      |
| 1922 | Libero Ferrario                   | Serafino Dossena     | Piero Rattone                      |
| 1923 | Libero Ferrario                   | Mario Bianchi        | Zenone Lancia                      |
| 1924 | Alfredo Dinale                    | Oreste Cignoli       | Pietro Cevini                      |
| 1925 | Luigi Mainetti                    | Domenico Piemontesi  | Giuseppe Pancera                   |
| 1926 | Giuseppe Pancera                  | Giovanni Tizzoni     | Aldo Bertolotti                    |
| 1927 | Giuseppe Pancera                  | Allegro Grandi       | Pio Caimmi                         |
| 1928 | Carlo Galluzzi                    | Mario Bianchi        | Federico Gay                       |
| 1929 | Allegro Grandi                    | Ambrogio Morelli     | Felice Gremo                       |
| 1930 | Eugenio Gestri                    | Aldo Canazza         | Fabio Battesini                    |
| 1932 | Marco Giuntelli                   | Antonio Fraccaroli   | Fabio Battesini                    |
| 1933 | Bruno Negri                       | Pietro Rimoldi       | Bernardo Rogora                    |
| 1934 | Pietro Rimoldi                    | Bernardo Rogora      | Severino Canavesi                  |
| 1935 | Gino Bartali                      | Aldo Bini            | Rinaldo Gerini                     |
| 1936 | Enrico Mollo                      | Pietro Rimoldi       | Carlo Romanatti                    |
| 1937 | Francesco Albani                  | Fausto Montesi       | Pietro Rimoldi                     |
| 1938 | Cino Cinelli                      | Severino Canavesi    | Adolfo Leoni                       |
| 1939 | Adolfo Leoni                      | Fausto Coppi         | Pierino Favalli                    |
| 1940 | Aldo Bini                         | Cino Cinelli         | Adolfo Leoni                       |
| 1941 | Severino Canavesi                 | Mario De Benedetti   | Mario Ricci                        |
| 1942 | Glauco Servadei                   | Pietro Chiappini     | Luciano Succi                      |
| 1944 | Oreste Conte                      | Michele Motta        | Athos Guizzardi                    |
| 1945 | Sergio Maggini                    | Guerrino Tomasoni    | Secondo Barisone                   |
| 1946 | Osvaldo Bailo                     | Angelo Brignole      | Mario Ricci                        |
| 1947 | Mario Ricci                       | Sergio Maggini       | Egidio Feruglio                    |
| 1948 | Virgilio Salimbeni                | Giorgio Cargioli     | Leo Castellucci                    |
| 1949 | Mario Ricci                       | Sergio Maggini       | Bruno Pontisso                     |
| 1950 | Fiorenzo Crippa                   | Alfredo Martini      | Loretto Petrucci                   |
| 1951 | Luigi Casola                      | Alfredo Martini      | Louison Bobet                      |
| 1952 | Primo Volpi                       | Danilo Barozzi       | Adolfo Grosso                      |
| 1953 | Giorgio Albani Antonio Bevilacqua |                      | Mario Piazzon                      |
| 1954 | Fausto Coppi                      | Giancarlo Astrua     | Angelo Conterno                    |
| 1955 | Renato Ponzini                    | Alfredo Martini      | Luciano Maggini                    |
| 1956 | Vasco Modena                      | Fausto Coppi         | Pierino Baffi                      |
| 1957 | Rik Van Looy                      | Silvano Ciampi       | Jozef Schils                       |
| 1958 | Rik Van Looy                      | Frans Van Looveren   | Dullio Taddeucci                   |
| 1959 | Noè Conti                         | Michele Gismondi     | Diego Ronchini                     |
| 1960 | Giuseppe Fallarini                | Alberto Assirelli    | Ezio Pizzoglio                     |
| 1961 | Arturo Sabbadin                   | Arnaldo Pambianco    | Giuliano Bernardelle               |
| 1962 | Pierino Baffi                     | Nino Defilippis      | Giovanni Garau                     |
| 1963 | Aldo Moser                        | Adriano Durante      | Vito Taccone                       |
| 1964 | Gianni Motta                      | Franco Cribiori      | Luciano Galbo                      |
| 1965 | Adriano Durante                   | Michele Dancelli     | Franco Cribiori                    |
| 1966 | Raffaele Marcoli                  | Dino Zandegù         | Michele Dancelli                   |
| 1967 | Vittorio Adorni                   | Michele Dancelli     | Felice Gimondi                     |
| 1968 | Franco Bitossi                    | Luciano Armani       | Roberto Ballini                    |
| 1969 | Giacinto Santambrogio             | Giancarlo Polidori   | Adriano Passuello                  |
| 1970 | Pietro Guerra                     | Giuseppe Beghetto    | Marino Basso                       |
| 1971 | Virginio Levati                   | Patrick Sercu        | Wilmo Francioni                    |
| 1972 | Marino Basso                      | Patrick Sercu        | Wilmo Francioni                    |
| 1973 | Felice Gimondi                    | Roger De Vlaeminck   | Enrico Paolini                     |
| 1974 | Francesco Moser                   | Fabrizio Fabbri      | Valerio Lualdi                     |
| 1975 | Enrico Paolini                    | Fausto Bertoglio     | Giacinto Santambrogio              |
| 1976 | Franco Bitossi                    | Francesco Moser      | Wladimiro Panizza                  |
| 1977 | Carmelo Barone                    | Wladimiro Panizza    | Giovanni Battaglin                 |
| 1978 | Giovanni Battaglin                | Alfredo Chinetti     | Wladimiro Panizza                  |
| 1979 | Valerio Lualdi                    | Ottavio Crepaldi     | Francesco Moser                    |
| 1980 | Giuseppe Saronni                  | Alf Segersäll        | Alfons De Wolf                     |
| 1981 | Giuseppe Saronni                  | Giovanni Mantovani   | Francesco Moser                    |
| 1982 | Silvano Contini                   | Palmiro Masciarelli  | Bruno Leali                        |
| 1983 | Palmiro Masciarelli               | Maurizio Piovani     | Rudy Pevenage                      |
| 1984 | Vittorio Algeri                   | Silvano Contini      | Daniele Caroli                     |
| 1985 | Johan van der Velde               | Moreno Argentin      | Giovanni Mantovani                 |
| 1986 | Roberto Gaggioli                  | Claudio Corti        | Marco Bergamo                      |
| 1987 | Guido Bontempi                    | Pierino Gavazzi      | Maurizio Fondriest                 |
| 1988 | Guido Bontempi                    | Maurizio Fondriest   | Gianni Bugno                       |
| 1989 | Rolf Sørensen                     | Cesare Cipollini     | Stefano Colage                     |
| 1990 | Davide Cassani                    | Rolf Sørensen        | Massimiliano Lelli                 |
| 1991 | Giorgio Furlan                    | Alessandro Giannelli | Andreï Tchmil                      |
| 1992 | Charly Mottet                     | Giancarlo Perini     | Alberto Elli                       |
| 1993 | Rolf Sørensen                     | Fabio Roscioli       | Franco Ballerini                   |
| 1994 | Bruno Cenghialta                  | Francesco Casagrande | Andrea Tafi                        |
| 1995 | Stefano Zanini                    | Alessio Di Basco     | Gabriele Missaglia                 |
| 1996 | Fabio Baldato                     | Andrea Ferrigato     | Giovanni Lombardi                  |
| 1997 | Gianluca Bortolami                | Stefano Zanini       | Marco Lietti                       |
| 1998 | Fabio Sacchi                      | Alberto Elli         | Daniele Nardello                   |
| 1999 | Giancarlo Raimondi                | Giovanni Lombardi    | Romāns Vainšteins                  |
| 2000 | Romāns Vainšteins                 | Raimondas Rumšas     | Giovanni Lombardi                  |
| 2001 | Paolo Valoti                      | Dario Andriotto      | Denis Lunghi                       |
| 2002 | Daniele Nardello                  | Gianluca Bortolami   | Matteo Tosatto                     |
| 2003 | Sergio Barbero                    | Massimo Giunti       | Serhij Matwjejew                   |
| 2004 | Angelo Furlan                     | Fred Rodriguez       | Giosuè Bonomi                      |
| 2005 | Danilo Napolitano                 | Graeme Brown         | Murilo Fischer                     |
| 2006 | Danilo Napolitano                 | Giosuè Bonomi        | Luca Paolini                       |
| 2007 | Danilo Napolitano                 | Paride Grillo        | Robert Hunter                      |
| 2008 | Steve Cummings                    | Luca Celli           | Wladislaw Wladimirowitsch Borissow |
| 2009 | Luca Paolini                      | Danilo Hondo         | Enrico Gasparotto                  |
| 2010 | Manuel Belletti                   | Danilo Hondo         | Mark Cavendish                     |
| 2011 | Jauhen Hutarowitsch               | Manuel Belletti      | Giovanni Visconti                  |
| 2012 | Sacha Modolo                      | Sonny Colbrelli      | Mauro Richeze                      |
| 2013 | Sacha Modolo                      | Roberto Ferrari      | Filippo Baggio                     |
| 2014 | Elia Viviani                      | Filippo Pozzato      | Simone Ponzi                       |
| 2015 | Vincenzo Nibali                   | Mauro Finetto        | Matteo Trentin                     |
| 2016 | Giacomo Nizzolo                   | Nicola Ruffoni       | Paolo Simion                       |
| 2017 | Sonny Colbrelli                   | Guillaume Boivin     | Sacha Modolo                       |
| 2018 | Sonny Colbrelli                   | Manuel Belletti      | Paolo Simion                       |
| 2019 | Phil Bauhaus                      | Simone Consonni      | Imerio Cima                        |
| 2021 | Remco Evenepoel                   | Alessandro Covi      | Fausto Masnada                     |
| 2022 | Davide Ballerini                  | Corbin Strong        | Stefano Oldani                     |
| 2023 | Wout van Aert                     | Vincenzo Albanese    | Andrea Bagioli                     |
| 2024 | Stan Van Tricht                   | Alex Baudin          | Roger Adrià                        |